# José Ángel Berraondo
José Ángel Berraondo Insausti (San Sebastián, Guipúzcoa; 4 de noviembre de 1878- ibid., 11 de abril de 1950) fue uno de los más destacados pioneros del fútbol español de principios del siglo XX. Tuvo un destacado papel en muy diversas facetas, como futbolista, entrenador, árbitro, directivo y seleccionador nacional.

## Trayectoria deportiva como futbolista
Berraondo conoció el fútbol durante su época como estudiante en Inglaterra. Al parecer llegó a jugar en el equipo titular del Brentford Football Club durante este periodo. Con 26 años de edad Berraondo regresó a España y se estableció en Madrid. En Madrid decidió proseguir con su afición al fútbol y se inscribió en el Madrid Football Club (Real Madrid). Berraondo jugó como defensa en el Madrid entre 1904 y 1909, conquistando con el club blanco 4 títulos de Copa del Rey y otros tantos campeonatos regionales. Berraondo tuvo un papel importante en el primer gran equipo de la historia del Real Madrid ya que supo transmitir a sus compañeros los conocimientos que había adquirido en Inglaterra sobre football. En una época en la que no había todavía entrenadores profesionales en el fútbol español ejerció como jugador-entrenador.

### Real Sociedad
En 1909 Berraondo se trasladó a vivir a su ciudad natal pasando a jugar con el equipo local de fútbol. Este no estaba formalmente establecido, aunque había ganado unos meses antes la Copa del Rey de Fútbol 1909 tomando prestada la licencia del Club Ciclista de San Sebastián. Para regularizar su situación junto con sus compañeros del equipo fundó la Sociedad de Foot-Ball en septiembre de 1909, de la que fue elegido su primer vicepresidente. A tenor de los buenos resultados cosechados en las dos primeras ediciones del Campeonato de España que disputaron, en 1909 y 1910 aunque bajo otras denominaciones por cuestiones de normativa, el monarca Alfonso XIII de Borbón les concedió el título de "Real", pasando a denominarse como Real Sociedad de Foot-Ball.
Berraondo jugó durante cuatro años con la Real Sociedad, entre 1909 y 1913, período en el que disputó 13 partidos oficiales y en el que fue capitán y jugador-entrenador. La Copa del Rey de Fútbol 1910 vivió un conflicto entre el club y la Federación de Football, que llevó finalmente a la disputa de dos torneos paralelos, ambos oficiales como así reconoció el estamento con el paso del tiempo. En el torneo disputado en San Sebastián, Berraondo participó junto con sus compañeros utilizando de nuevo el paraguas de otro club local, el Vasconia Sporting Club (ya que la Real no tenía un año de antigüedad desde su constitución que exigían los estatutos del torneo). Para su participación, este club tuvo que vencer en una previa al Racing Club de Irún, para dilucidar el representante local en el torneo, donde Berraondo disputó ambos encuentros.
Frente al Vasconia S. C. disputaron el torneo el Athletic Club y el Madrid Foot-Ball Club, los otros dos equipos que habían logrado en alguna ocasión ganar el Campeonato de España. Algunas fuentes afirman que Berraondo fue decisivo en la participación del Madrid en el torneo, ya que estos estaban adscritos a la Federación, cuyo torneo encima se disputó en la capital, pero cuentan que la influencia de Berraondo quien era vicepresidente del club madrileño pudiera influir en la decisión. En el triangular el Athletic Club derrotó a donostiarras y madrileños y conquistó así su tercer título. El Vasconia S. C. fue subcampeón y Berraondo dirigió al equipo en ambos encuentros.
En 1913, en otra edición marcada por la celebración de dos torneos paralelos, la Real disputó también una de las dos finales de Copa, en esta ocasión frente al Football Club Barcelona. Berraondo jugó los dos primeros partidos de la final formando pareja en la defensa con Mariano Arrate. En estos partidos la Real Sociedad y el F. C. Barcelona empataron primero a 2 y luego a 0. En el tercer y decisivo partido, Berraondo fue sustituido por Eguía en la defensa realista y el Barcelona se impuso por 2:1 llevándose el título de Copa.
El 5 de octubre de 1913 Berraondo participó en otro once histórico de la Real Sociedad, el que inauguró el Estadio de Atocha frente al Athletic Club. Ese mismo año Berraondo, que ya era todo un veterano que cumplía los 35 años, decidió colgar las botas como futbolista.

## Estadísticas

### Clubes
Actualizado a fin de carrera deportiva.
| Madrid F. C. | 1904-05       | 1.ª C.        | Inexistente | Inexistente | 2  | - | 1 | - | 3  | 0 |
| Madrid F. C. | 1905-06       | 1.ª C.        | Inexistente | Inexistente | 2  | - | - | - | 2  | 0 |
| Madrid F. C. | 1906-07       | 1.ª C.        | Inexistente | Inexistente | 2  | - | - | - | 2  | 0 |
| Madrid F. C. | 1907-08       | 1.ª C.        | Inexistente | Inexistente | 1  | - | 1 | - | 2  | 0 |
| Madrid F. C. | 1908-09       | 1.ª C.        | Inexistente | Inexistente | -  | - | 1 | - | 1  | 0 |
| Total club | Total club    | Total club    | 0           | 0           | 7  | 0 | 3 | 0 | 10 | 0 |
| San Sebastián F. C. | 1908-09       | 1.ª C.        | Inexistente | Inexistente | -  | - | - | - | 0  | 0 |
| Sociedad de Foot-Ball | 1909-10       | 1.ª C.        | Inexistente | Inexistente | 2  | - | - | - | 2  | 0 |
| Real Sociedad | 1910-11       | 1.ª C.        | Inexistente | Inexistente | 2  | - | - | - | 2  | 0 |
| Real Sociedad | 1911-12       | 1.ª C.        | Inexistente | Inexistente | -  | - | 3 | - | 3  | 0 |
| Real Sociedad | 1912-13       | 1.ª C.        | Inexistente | Inexistente | 4  | - | 2 | - | 6  | 0 |
| Total club | Total club    | Total club    | 0           | 0           | 8  | 0 | 5 | 0 | 13 | 0 |
| Total carrera | Total carrera | Total carrera | 0           | 0           | 15 | 0 | 8 | 0 | 23 | 0 |
| (1) No existía el Campeonato de Liga (1914-27). Club de 1.ª categoría por la Asociación Madrileña de Clubs de Foot-Ball (1904-09) y Asociación Guipuzcoana (1909-13). (2) Incluye datos de la Copa de España (1904-13) y sus partidos clasificatorios. (3) Incluye datos del Campeonato Regional de Madrid (1904-09); Clasificatorio de Guipúzcoa (1909-13) |               |               |             |             |    |   |   |   |    |   |

| Club                    | País       | Año |
| ----------------------- | ---------- | --- |
| Brentford Football Club | Inglaterra | ¿-? |

## Trayectoria deportiva como entrenador
Berraondo fue el primer entrenador de la historia de la Real Sociedad. Ya desde 1909 cuando llegó al equipo donostiarra, se puede decir que Berraondo ejerció esas funciones. Sin embargo la figura del entrenador no existía todavía en el fútbol español, ya que solía ser el capitán del equipo el que solía confeccionar las alineaciones y las tácticas a seguir por sus compañeros. Berraondo fue jugador-capitán de la Real Sociedad hasta su retirada en 1913 ejerciendo las mismas funciones que antes había realizado en las filas del Madrid Football Club.
Tras su retirada como futbolista parece ser que Berraondo siguió vinculado a la Real realizando funciones de entrenador, aunque como ha quedado dicho antes, esta figura carecía de consideración oficial en la época. En una nota de prensa de 1917 se comenta la junta general de la Real Sociedad en la que Berraondo presenta su dimisión como entrenador del equipo, siendo su dimisión aceptada por la junta, que a su vez aprueba la gestión realizada por este. Según la web de la Real Sociedad Berraondo ejerció como entrenador de la Real Sociedad entre 1909 y la temporada 1922-23, cuando la Real fichó al primer entrenador profesional de su historia, el húngaro Lippo Hertzka.

### Seleccionador Nacional y entrenador del Real Madrid
En julio de 1920 Berraondo fue nombrado entrenador de la Selección de fútbol de España, que por primera vez en su historia se iba a constituir, para tomar parte en los Juegos Olímpicos de Amberes 1920. Aunque Berraondo participó en la selección de los jugadores que acudirían a Amberes junto con Paco Bru y Julián Ruete, fue finalmente Bru el que dirigió a la selección española en tierras belgas, pasando a la historia como el primer entrenador de la selección española en su historia.
Un año más tarde para acometer el amistoso que iba a disputar España contra Bélgica y los eventuales futuros compromisos de la Selección; se formó el Comité de selección, un triunvirato compuesto por el propio Berraondo, Ruete y el gallego Manuel Castro, que se iba a encargar de la selección española. Tras disputar un partido contra Bélgica en el que España ganó por 2:0, el primer partido disputado por España como local; el triunvirato se disolvió tras dimitir Berraondo en vísperas de la disputa del segundo partido amistoso el 18 de diciembre de 1921 frente a Portugal. La dimisión se debió a su negativa a aceptar presiones para alinear determinados jugadores.
Sin embargo la vinculación de Berraondo con la selección española no acabó ahí ni mucho menos. Tras el fracaso de España en los Juegos Olímpicos de París 1924 la Federación Española de Fútbol en votación de sus delegados decidió nombrar a Berraondo seleccionador único. Sin embargo Berraondo renunció aceptar el cargo por ser incompatible con su trabajo de redactor jefe de deportes del periódico El País Vasco de San Sebastián. En cualquier caso dejó abierta la puerta para una aceptación futura del cargo siempre que fuera para un evento excepcional y puntual, como por ejemplo una olimpiada. Al año siguiente se repitió este hecho, Berraondo fue nombrado seleccionador único en la asamblea de la RFEF, pero este renunció al cargo.
Tras la marcha de Lippo Hertzka del banquillo realista por su fichaje por el Athletic Club, se especuló con e regreso de Berraondo al banquillo txuri-urdin, pero fue finalmente Benito Díaz Iraola, el que cogió las riendas del equipo guipuzcoano.
En julio de 1927 es nombrado otra vez más seleccionador único, por aclamación de la asamblea de la Federación Española de Fútbol. Sin embargo esta vez, a diferencia de las anteriores, Berraondo decide aceptar en principio. La temporada 1927-28 es de preparación para un año olímpico, una de las condiciones que había puesto con anterioridad. Sin embargo recibe casi simultáneamente también una oferta para entrenar al Real Madrid. Finalmente Berraondo acepta ambos cargos, el de entrenador del Real Madrid y seleccionador nacional único, que llevara a cabo durante la temporada 1927-28.
En el plano de la selección nacional, Berraondo se enfrentó a la dura realidad de no poder llevar a cabo su plan de entrenamientos periódicos por la falta de fechas libres. Solamente pudo dirigir al combinado nacional en dos partidos amistosos de preparación a lo largo de la primera mitad de 1928, frente a Portugal e Italia que se saldaron con sendos empates. Especialmente el empate frente a Portugal le suscitó duros ataques de sus críticos. Disconforme con los medios de los que disponía presentó su dimisión poco antes de la Olimpiada, pero esta dimisión no fue aceptada. De cara a los Juegos Olímpicos de Ámsterdam 1928 sus profundas convicciones de fair play le llevaron a llevar una selección estrictamente amateur, que no contaba con los denominados amateurs marrones, legalmente aficionados, pero profesionales en la práctica.  Al ser los Juegos Olímpicos una competición amateur, los profesionales no tenían cabida, pero otras selecciones nacionales no tenían los mismos escrúpulos y alineaban a los mejores jugadores de los que disponían, aunque fueran profesionales encubiertos. Este hecho y la ausencia de los que sí eran oficialmente jugadores profesionales hicieron llevar una selección mermada en la que faltaban las principales figuras del fútbol español, como el portero Ricardo Zamora, José Samitier o Vicenç Piera. La selección olímpica de Berraondo, formada por una mayoría de jugadores de la Real Sociedad comenzó brillantemente el torneo derrotando a México por 7:1. En el segundo partido, frente a Italia España empató a 1; pero en el desempate frente a los italianos 3 días después, los italianos barrieron a España por 7:1, echándola del torneo. Fue un nuevo fracaso de España en las Olimpiadas y las críticas sobre Berraondo cayeron despiadadamente, sobre todo por su decisión de alinear como sustituto del Divino Zamora al portero del Arenas Jáuregui, al que muchos tildaron de inexperto y culparon en buena parte de la derrota.  En favor de Berraondo cabe decir que los italianos, se beneficiaron de un arbitraje unánimemente calificado como nefasto. Tras el fiasco de la Olimpiada Berraondo dimitió de su cargo como seleccionador.
Por otro lado su andadura al frente del Real Madrid esa temporada no fue tampoco demasiado brillante. El equipo quedó segundo en el Campeonato Regional Centro, perdiendo ante su eterno rival, el Athletic Club de Madrid. Por otro lado el Real Madrid pasó la liguilla previa del torneo de Copa de 1928 eliminando entre otros a Athletic Club y Atlético de Madrid, pero en la fase de eliminatorias directas cayó en cuartos de final frente al Valencia CF, un equipo que por aquel entonces no era considerado todavía uno de los equipos importantes del fútbol español. El 3 de octubre de 1928 dimitió de su puesto como entrenador del Real Madrid aludiendo motivos de salud y anunció su regreso a Guipúzcoa.
Tras el amargo trago de la temporada 1927-28, Berraondo abandonó el mundo del fútbol, no apareciendo más en las noticias deportivas durante los años siguientes.

### Clubes como entrenador
| Club                          | País   | Año     |
| ----------------------------- | ------ | ------- |
| Real Sociedad de Football     | España | 1909-22 |
| Selección de fútbol de España | España | 1921    |
| Selección de fútbol de España | España | 1927-28 |
| Real Madrid Football Club     | España | 1927-28 |

## Otras facetas de Berraondo
Además de futbolista, entrenador y seleccionador nacional; Berraondo tuvo participación en otras facetas del mundo del fútbol pudiendo decirse que tocó prácticamente todos los palos existentes en el mundo del fútbol.
En el Real Madrid (todavía llamado por aquel entonces Madrid FC) ocupó un cargo en la directiva durante la presidencia de Adolfo Meléndez (1908-10). Siendo en aquel entonces todavía jugador y capitán de la plantilla fue elegido vicepresidente. De hecho, ante la ausencia de Meléndez, que era militar profesional y se tuvo que marchar a la guerra de Melilla Berraondo ocupó durante unos meses la presidencia interina del Madrid FC. Su marcha en 1909 a vivir a San Sebastián le obligó a tener que renunciar a estas funciones y fue posteriormente relevado de la vicepresidencia del club, cargo que en cualquier caso desempeñó con gran honor.
Ese mismo año de 1909, en San Sebastián participó en la fundación de la Real Sociedad de Fútbol, de la que fue miembro de la primera junta directiva, ejerciendo también el cargo de vicepresidente durante unos años, a la vez que ejercía de jugador y capitán del equipo.
Berraondo tomó parte también en la fundación de la Federación Española de Fútbol y la Federación Guipuzcoana de Fútbol y ocupó diversos cargos en el organigrama de estas federaciones. Fue propuesto para presidente de la Federación Guipuzcoana de Fútbol en 1923, pero no aceptó el cargo.
Desde 1916 Berraondo fue árbitro colegiado y llegó a pitar en algunos partidos internacionales entre selecciones.
Por otro parte se dedicó laboralmente, al menos en la década de los años 1920 al periodismo deportivo como redactor jefe de deportes en El País Vasco y redactor del periódico La Noticia